# Punk Rock Songs
Punk Rock Songs (The Epic Years) – album kompilacyjny zespołu Bad Religion, wydany w 2002 roku.
Jest on zbiorem największych przebojów i kilku nagrań koncertowych zespołu z lat 1994-2000, z okresu współpracy z Atlantic oraz Epic Records. Wydany został przez Epic Records bez żadnego udziału ze strony członków zespołu, ponieważ w tym czasie Bad Religion wrócił do swojego pierwszego wydawcy – Epitaph Records. To też jest przyczyną tego, że album nigdy nie został wydany w Stanach Zjednoczonych.

## Lista utworów
1. „Punk Rock Song”
2. „The Gray Race”
3. „The Streets of America”
4. „A Walk”
5. „Ten in 2010”
6. „New America”
7. „I Love My Computer”
8. „It's A Long Way to the Promise Land”
9. „Hear It”
10. „Raise Your Voice" (z udziałem Campino z Die Toten Hosen)
11. „No Substance”
12. „Infected”
13. „21st Century (Digital Boy)”
14. „Stranger Than Fiction”
15. „Dream of Unity”
16. „Punk Rock Song" (German Version)
17. „Leave Mine to Me" (Live)
18. „Change of Ideas" (Live)
19. „Slumber" (Live)
20. „Cease" (Live)

Na japońskiej i niemieckiej wersji albumu umieszczono dodatkowe nagrania:
1. „We're Only Gonna Die" (z Biohazard) (Live)
2. „The Henchman '98" (Live)
3. „The Answer" (Live)
4. „The Universal Cynic" (Ithaca Session)
5. „The Dodo" (Ithaca Session)